# Megan Abbott
Megan Abbott (Detroit, 1971. augusztus 21. –) amerikai forgatókönyvíró és krimiíró, valamint a hardboiled krimi nem fikciós elemzője. Regényei és novellái a krimi klasszikus alműfajaiból merítenek és dolgozzák fel női szemszögből.

## Fiatalkora és iskolái
Abbott Detroit Grosse Pointe külvárosában nőtt fel. A Michigani Egyetemen szerzett alapdiplomát, majd a New York Egyetemen angol és amerikai irodalomból doktorált.

## Pályája
Tanított a NYU-n, a New York-i Állami Egyetemen és a New School University-n. 2013-ban és 2014-ben John Grisham Writer in Residence volt a Mississippi Egyetemen.
2002-ben Abbott kiadta The Street Was Mine: White Masculinity in Hardboiled Fiction and Film Noir című első könyvét, amelyet a The Paris Review »a kritikai elmélet előrelátó művének« nevezett. Ebben Abbott megkérdőjelezi a noir irodalomban megszokott „kemény fickó” és „femme fatale” archetípusait.
Három évvel később Abbott kiadta a Die a Little című regényét, az elsőt a hagyományos noir-típusokat nőközpontúan feldolgozó regényei közül. A század közepén,  Los Angelesben játszódó történet középpontjában Lora King, egy tanárnő áll, akinek bátyja, Bill beleszeret Alice Steele-be, a filmipar egykori jelmeztervezőjébe. Mivel gyanakszik Alice indítékaira, és féltékeny Billre, Lora elindul, hogy utánajárjon Alice hátterének, és közben Hollywood sötét oldalára kerül. A Kirkus Reviews kedvezően értékelte a könyvet.
Az irodalom mellett Abbott jelentős folyóiratoknak és újságoknak, köztük a Los Angeles Timesnak is írt. Sara Gran írónővel közösen blogot is vezet.
Abbott volt a forgatókönyvírója a 2017-ben bemutatott The Deuce című HBO-sorozatnak, amely az 1970-es évek New York-i pornográfiájával és a maffiával foglalkozik. 2019-ben a Dare Me című bestseller regényéből tévésorozatot készített az USA Network csatornán. Gina Fattore mellett ő volt a sorozat társ-sorozatvezetője.

## Befolyások
Abbottra hatással volt a film noir, a klasszikus noir regények és Jeffrey Eugenides Öngyilkos szüzek című regénye. Két regénye is hivatkozik hírhedt bűntényekre. A The Song Is You (2007) Jean Spangler 1949-es eltűnése köré épül, a Bury Me Deep (2009) pedig a „ládagyilkosnőnek” nevezett Winnie Ruth Judd 1931-es ügyére.

## Díjai
Abbott elnyerte a Mystery Writers of America Edgar-díját kiemelkedő szépirodalomért. A Time 2011-ben a „23 szerző, akit csodálunk” közé sorolta. A Publishers Weekly csillaggal értékelte a 2011-es The End of Everything című regényét.
- 2008     Queenpin: Barry Award for Best Paperback Original[22][23]; Edgar Award for Best Paperback Original[23]
- 2015 – The Fever: ITW Thriller Award for Novel[23]
- 2016 – "Little Men": Anthony Award for Best Short Story
- 2021 – The Turnout: Los Angeles Times Book Prize for Mystery/Thriller[24]

## Publikációk

### Szerkesztőként
- Megan, Abbott. A Hell of a Woman: An Anthology of Female Noir (2007)

### Non-fiction
- Megan, Abbott. The Street Was Mine: White Masculinity in Hardboiled Fiction and Film Noir (2002)

### Regények
- Abbott, Megan. Die a Little. Simon & Schuster (2005). ISBN 9780743261708
- Abbott, Megan. The Song Is You. Simon & Schuster (2007). ISBN 9780743291712
- Abbott, Megan. Queenpin. Simon & Schuster (2007). ISBN 9781416534280
- Abbott, Megan. Bury Me Deep. Simon & Schuster (2009). ISBN 9781416599098
- Abbott, Megan. The End of Everything. Little, Brown and Company (2011). ISBN 9780316097796
- Abbott, Megan. Dare Me. Little, Brown and Company (2012). ISBN 9780316097772
- Abbott, Megan. The Fever. Little, Brown and Company (2014). ISBN 9780316231053
- Abbott, Megan. You Will Know Me. Little, Brown and Company (2016). ISBN 9780316231077
- Abbott, Megan. Give Me Your Hand. Pan Macmillan (2018). ISBN 9781509855681
- Abbott, Megan. The Turnout. G. P. Putnam's Sons (2021). ISBN 9780593084908
- Abbott, Megan. Beware the Woman. G. P. Putnam's Sons (2023). ISBN 9780593084939
- Megan, Abbott. El Dorado Drive (2025)

### Novellák
- "Oxford Girl" (2016) Feltűnt a Mississippi Noir-ban.[25]
- "Girlie Show" (2016) Az In Sunlight or in Shadow: Stories Inspired by the Paintings of Edward Hopper-ban.[26]
- "Little Men" (2015) The Best American Mystery Stories 2016.[27]
- "My Heart Is Either Broken" (2013) A Dangerous Women-ben.

### Magyarul megjelent
- Riválisok (Dare me) – Alexandra, Pécs, 2015 · ISBN 9789633577882 · Fordította: Komáromy Zsófia
- Majd megismersz (You Will Know Me) – Agave Könyvek, Budapest, 2017 · ISBN 9789634192060 · Fordította: Nagy Mónika
- Fogd a kezem (Give Me Your Hand) – Agave Könyvek, Budapest, 2020 · ISBN 9789634197089 · Fordította: Nagy Mónika

## Egyéb információk
- Honlapja
- Megan Abbott az Internet Movie Database oldalon (angolul)

## Fordítás
- Ez a szócikk részben vagy egészben  a   Megan Abbott című angol Wikipédia-szócikk fordításán alapul.  Az eredeti cikk szerkesztőit annak laptörténete sorolja fel. Ez a jelzés csupán a megfogalmazás eredetét és a szerzői jogokat jelzi, nem szolgál a cikkben szereplő információk forrásmegjelöléseként.